# Stearyl-heptanoát
Stearyl-heptanoát je organická sloučenina, ester stearylalkoholu (oktadekan-1-olu) a kyseliny enanthové (heptanové). Vyrábí se ze stearylalkoholu a využití má v kosmetických přípravcích, jako jsou oční linky.